# Jock Point
Der Jock Point ist eine Landspitze an der Nordküste Südgeorgiens. Sie liegt am Nordufer des Sunset-Fjords in der Bay of Isles.
Wissenschaftler der britischen Discovery Investigations kartierten sie zwischen 1928 und 1930. Sie benannten die Landspitze nach Petty Officer J. („Jock“) Purvis von der Royal Navy, der an den dabei durchgeführten Vermessungsarbeiten beteiligt war.